# Johann Ernst Hebenstreit
Johann Ernst Hebenstreit est un médecin, explorateur et érudit allemand, né à Neustadt-sur-l'Orla (Saxe) le 15 janvier 1703 et mort à Leipzig le 5 décembre 1757. 

## Biographie
Il était fils d'un archidiacre de Neustadt Johann David Hebenstreit (1656-1730), qui lui donna les premières leçons de langue et de belles-lettres, et le plaça ensuite dans les écoles de la ville, où il eut des succès précoces. Il alla ensuite étudier tour à tour à Iéna et à Leipzig, et fut reçu maître-es-arts et docteur en philosophie en 1727. Il était déjà directeur du jardin botanique de Gaspard Bose. Il fut également chargé, en 1731, par le roi de Saxe Frédéric-Auguste 1er, de faire avec quelques savants un voyage scientifique en Afrique. Il explora l'Afrique du nord, après avoir parcouru l'Allemagne, la Suisse et la France. 
Depuis deux ans ils parcouraient l'Afrique, lorsque la mort du roi qui avait ordonné cette expédition vint la suspendre, et forcer Hebenstreit et ses collègues de revenir à Leipzig, où ils arrivèrent au mois d'octobre 1733. Presque aussitôt Hebenstreit fut nommé professeur de physiologie à l'université de la ville; mais il abandonna cette chaire en 1737, pour prendre celle d'anatomie et de chirurgie; un peu plus tard, en 1746, celle de pathologie, et, enfin, en 1748, celle de thérapeutique avec le titre de doyen. 
Ce savant, qui fut aussi littérateur, poète, en même temps que naturaliste et médecin, possédait une des plus belles bibliothèques de son temps. 

## Œuvres
On lui doit un assez grand nombre de dissertations et d'ouvrages, dont les plus remarquables sont:
- Pathologia metrica (Leipzig, 1740, in-8°)
- De homine sano et ægroto carmen (Leipzig, 1753), beau poème latin, qui lui a valu le surnom de Lucrèce allemand
- Palæologia therapiæ (Halle, 1779), ouvrage qui atteste la vaste érudition et la sagacité critique de son auteur, etc.

Citons aussi quatre lettres au roi Auguste, sur le voyage scientifique en Afrique, qui ont été publiées dans le Recueil de petits voyages, de Bernoulli.

## Source
« Johann Ernst Hebenstreit », dans Pierre Larousse, Grand dictionnaire universel du XIXe siècle, Paris, Administration du grand dictionnaire universel, 15 vol., 1863-1890 [détail des éditions].